# Gerd Krauß
Gerd Krauß (* 4. Februar 1952 in Ruhla) ist ein ehemaliger Oppositioneller in der DDR.

## Leben
Krauß war schon in der DDR-Schule oppositionell eingestellt, war nie in der Freien Deutschen Jugend, er wurde nicht zum Abitur zugelassen und konnte somit nicht Medizin studieren. Krauß engagierte sich in Bad Kösen und Naumburg/Saale in der Jungen Gemeinde, einer Jugendorganisation der evangelischen Kirche. Dort organisierte er mit Gleichgesinnten Jugendgottesdienste und wurde zum ersten Mal beim Ministerium für Staatssicherheit (MfS) aktenkundig. 1975, bei einer Ein-Mann-Demonstration auf dem Naumburger Marktplatz, wurde er verhaftet und geriet an das MfS. Dort sollte er als IM angeworben werden. Krauß lehnte das jedoch ab, nie wollte er Freunde und Bekannte bespitzeln und nie für die DDR tätig sein. 1976 zog Krauß mit Familie nach Thüringen, da er in Naumburg keine beruflichen Aussichten mehr sah. Dort begann er in einem Alten- und Pflegeheim als Hilfspfleger zu arbeiten, wechselte später in ein Städtisches Krankenhaus und begann an einer Medizinischen Fachschule das Studium in der Krankenpflege. Selbst in diesen Jahren wurde Krauß vom MfS überwacht, was Mitte 1989 in eine Operative Personenkontrolle (OPK) mündete; mit dem Ziel, ihn zu inhaftieren. Krauß gründete im Kreis Hildburghausen das Neue Forum und löste mit Gleichgesinnten das MfS und alle Nebenstellen im Kreis auf. Später war Krauß für das Neue Forum am Runden Tisch in Kreis und Stadt. Am 21. August 2014 wurde er für seine Tätigkeit in der Opposition in der DDR von der Ministerpräsidentin Thüringens, Christine Lieberknecht, ausgezeichnet.